# Vrtlić (Kurba Vela)
Koordinati:   43°41′34″N, 15°32′46″E
Vrtlić je nenaseljen otoček v Jadranskem morju. Pripada Hrvaški.
Vrtljić leži v Narodnem parku Kornati okoli 3 km severovzhodno od rta Mede na Kurbi Veli ter otočkoma Samograd in Mrtovnjak (Kurba Vela). Njegova površina meri 0,013 km², obalni pas pa je dolg 0,42 km. Najvišja točka na otočku je visoka 9 mnm.